# Cladonia enantia
Cladonia enantia är en lavart som beskrevs av Nyl. Cladonia enantia ingår i släktet Cladonia och familjen Cladoniaceae.   Inga underarter finns listade i Catalogue of Life.